# Mundolsheim
Mundolsheim (prononcé [mundɔlsaɪm] ; Mundelse en alsacien) est une commune française de Strasbourg Eurométropole située dans la circonscription administrative du Bas-Rhin et, depuis le 1er janvier 2021, dans le territoire de la Collectivité européenne d'Alsace, en région Grand Est.
Cette commune se trouve dans la région historique et culturelle d'Alsace.

## Géographie
La commune de Mundolsheim se situe à 8 kilomètres au nord de Strasbourg (latitude 48,65 ; longitude 7,7), dans l’arrondissement de Strasbourg, à une altitude comprise entre 137 mètres (au niveau de la Souffel) et 185 mètres (au lieu-dit du Holderberg) et s’étend sur 412 hectares.
Par sa situation géographique, elle est rapidement passée du statut de commune rurale à celui de petite ville dynamique, puisqu’elle compte sur son territoire de nombreuses entreprises réparties sur trois espaces : les zones d’activités des Maréchaux et des Floralies et le parc des Découvertes. Elle est également desservie par de nombreux axes de communication : le chemin de fer, l’autoroute A4 et la route de Brumath.
| Lampertheim           |                  | Reichstett        |
| Pfulgriesheim         | Mundolsheim      |                   |
| Griesheim-sur-Souffel | Niederhausbergen | Souffelweyersheim |

### Hydrographie

#### Réseau hydrographique
La commune est dans le bassin versant du Rhin au sein du bassin Rhin-Meuse. Elle est drainée par la Souffel,.
La Souffel, d'une longueur de 25 km, prend sa source dans la commune de Kuttolsheim et se jette  dans l'Ill à Strasbourg, après avoir traversé 18 communes. 

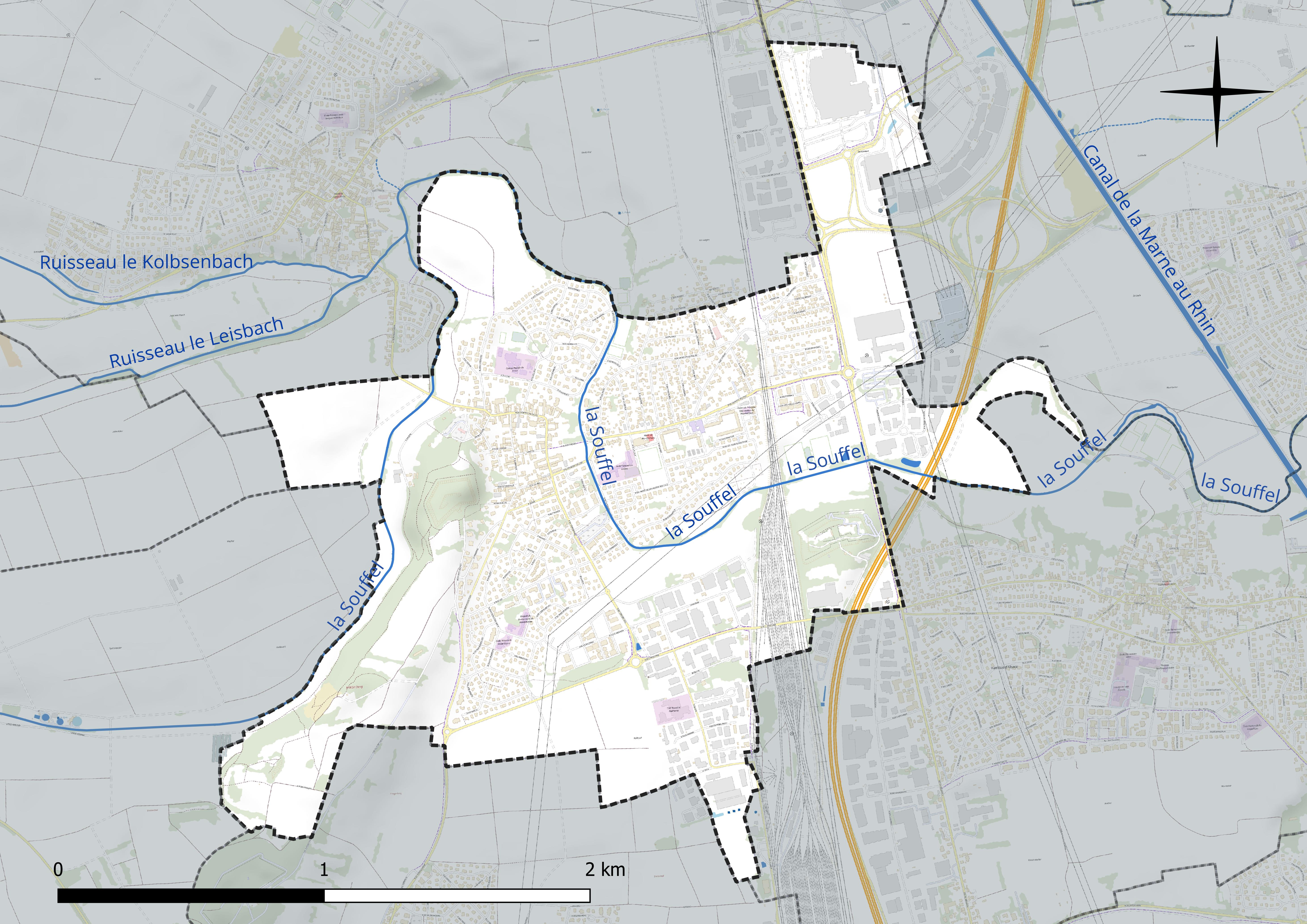
Réseau hydrographique de Mundolsheim.

#### Gestion et qualité des eaux
Le territoire communal est couvert par le schéma d'aménagement et de gestion des eaux (SAGE) « Ill Nappe Rhin ». Ce document de planification concerne la nappe phréatique rhénane, les cours d'eau de la plaine d'Alsace et du piémont oriental du Sundgau, les canaux situés entre l'Ill et le Rhin et les zones humides de la plaine d'Alsace. Le périmètre s’étend sur 3 596 km2. Il a été approuvé le 17 janvier 2005. La structure porteuse de l'élaboration et de la mise en œuvre est la région Grand Est. 
La qualité des cours d’eau peut être consultée sur un site dédié géré par les agences de l’eau et l’Agence française pour la biodiversité. 

### Climat
Pour des articles plus généraux, voir Climat du Grand Est et Climat du Bas-Rhin.
En 2010, le climat de la commune est de type climat des marges montargnardes, selon une étude du Centre national de la recherche scientifique s'appuyant sur une série de données couvrant la période 1971-2000. En 2020, Météo-France publie une typologie des climats de la France métropolitaine dans laquelle la commune est exposée à un climat semi-continental et est dans la région climatique  Alsace, caractérisée par une pluviométrie faible, particulièrement en automne et en hiver, un été chaud et bien ensoleillé, une humidité de l’air basse au printemps et en été, des vents faibles et des brouillards fréquents en automne (25 à 30 jours). 
Pour la période 1971-2000, la température annuelle moyenne est de 10,5 °C, avec une amplitude thermique annuelle de 17,7 °C. Le cumul annuel moyen de précipitations est de 673 mm, avec 8,6 jours de précipitations en janvier et 10,1 jours en juillet. Pour la période 1991-2020, la température moyenne annuelle observée sur la station météorologique de Météo-France la plus proche, « Strasbourg-Entzheim », sur la commune d'Entzheim à 13 km à vol d'oiseau, est de 11,4 °C et le cumul annuel moyen de précipitations est de 635,7 mm. 
La température maximale relevée sur cette station est de 38,9 °C, atteinte le 25 juillet 2019 ; la température minimale est de −23,6 °C, atteinte le 23 janvier 1942,,. 
Les paramètres climatiques de la commune ont été estimés pour le milieu du siècle (2041-2070) selon différents scénarios d'émission de gaz à effet de serre à partir des nouvelles projections climatiques de référence DRIAS-2020. Ils sont consultables sur un site dédié publié par Météo-France en novembre 2022.

## Urbanisme

### Typologie
Au 1er janvier 2024, Mundolsheim est catégorisée ceinture urbaine, selon la nouvelle grille communale de densité à sept niveaux définie par l'Insee en 2022.
Elle appartient à l'unité urbaine de Strasbourg (partie française), une agglomération internationale regroupant 23  communes, dont elle est une commune de la banlieue,,. Par ailleurs la commune fait partie de l'aire d'attraction de Strasbourg (partie française), dont elle est une commune de la couronne,. Cette aire, qui regroupe 268 communes, est catégorisée dans les aires de 700 000 habitants ou plus (hors Paris),.

### Occupation des sols
L'occupation des sols de la commune, telle qu'elle ressort de la base de données européenne d’occupation biophysique des sols Corine Land Cover (CLC), est marquée par l'importance des territoires artificialisés (50,8 % en 2018), en diminution par rapport à 1990 (52,4 %). La répartition détaillée en 2018 est la suivante : zones urbanisées (35 %), terres arables (32,5 %), zones agricoles hétérogènes (16,7 %), zones industrielles ou commerciales et réseaux de communication (15,7 %). L'évolution de l’occupation des sols de la commune et de ses infrastructures peut être observée sur les différentes représentations cartographiques du territoire : la carte de Cassini (XVIIIe siècle), la carte d'état-major (1820-1866) et les cartes ou photos aériennes de l'IGN pour la période actuelle (1950 à aujourd'hui).

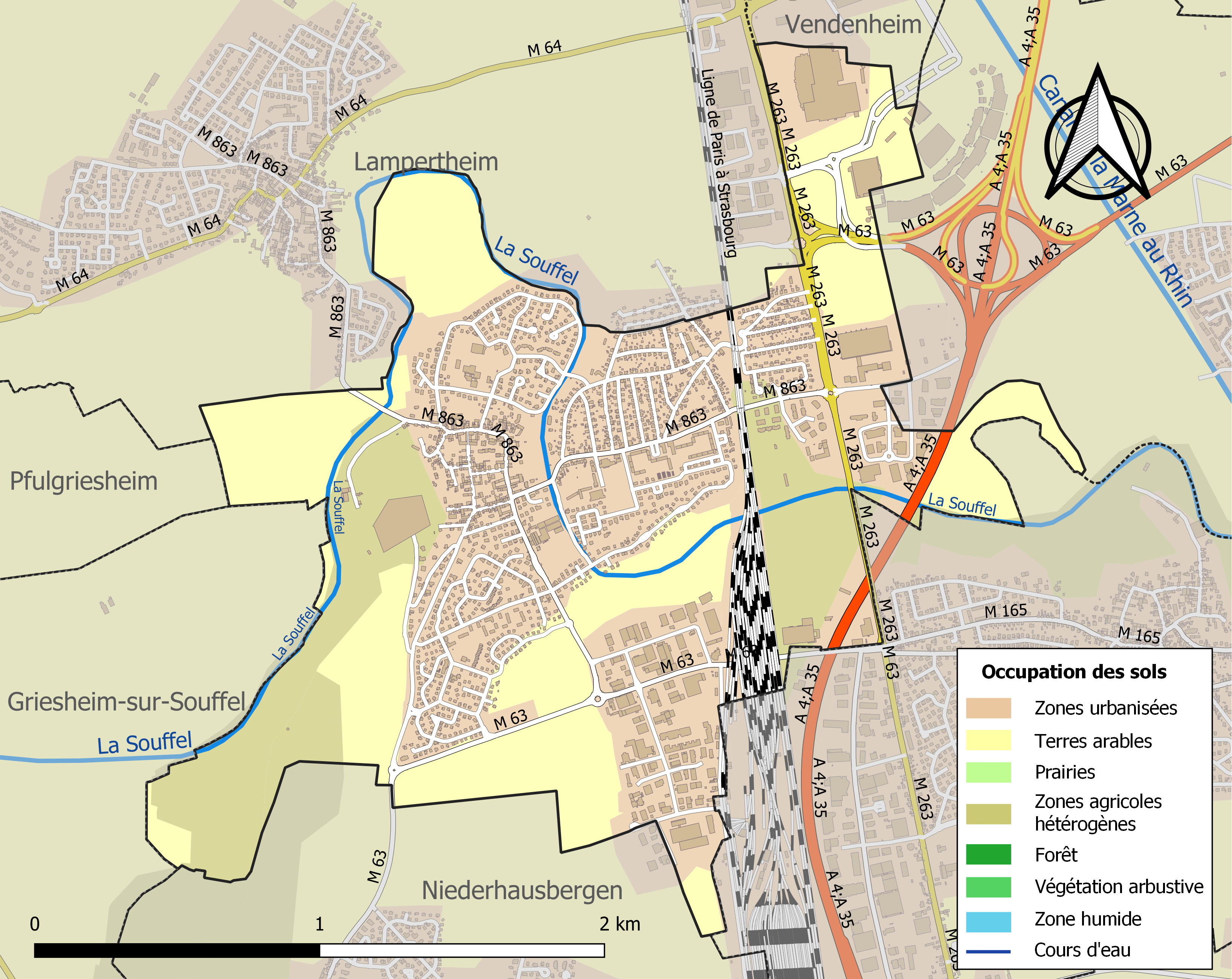
Carte des infrastructures et de l'occupation des sols de la commune en 2018 (CLC).

### Voies de communication et transports
La commune est desservie par plusieurs moyens de transport.

#### Bus
- La ligne 75 de la Compagnie des transports strasbourgeois (CTS) dessert la commune (départ de l'arrêt Les Halles - Sébastopol) aux arrêts Collège, Petite, Berlioz, Mundolsheim Parc, et Spesbourg.
- La ligne 73 dessert les arrêts Collège, Petite, Saules, Mundolsheim Mairie et Anémones.
- La ligne 60 dessert les arrêts Mundolsheim Découverte, Électricité, Anémones, Mundolsheim Mairie, Saules, Berlioz, Mundolsheim Parc, et ZAC des Maréchaux.
- La ligne C9 dessert l’arrêt Anémones.

#### Vélo
L'itinéraire cyclable franco-allemand de la piste des forts, qui épouse l'ancienne ceinture de la place fortifiée de Strasbourg sur 85 kilomètres, passe notamment par Mundolsheim.

#### Voiture
Accès autoroute A4 – sortie no 49.

### Voies ferrées
La gare de Mundolsheim, située sur la ligne Paris - Strasbourg, est desservie par les trains TER Alsace en direction de Strasbourg, Haguenau et Wissembourg.
Une partie du triage de Hausbergen est située sur le territoire de Mundolsheim.

## Toponymie
Le nom de la localité est attesté sous les formes Munholtesheim en  1120, Munoltzheim en 1381[réf. nécessaire].
Semble formé sur un nom de personne mun-holt « à la pensée fidèle » et Heim, terme germanique équivalent des mots français foyer, maison et village[réf. nécessaire].

## Histoire

### Préhistoire
Les vestiges les plus anciens qui ont été retrouvés remontent à 5 000 ans av. J.-C. À cette époque, trois villages d’agriculteurs existaient à l’emplacement du village actuel. Par la suite, la présence de population sur le secteur reste toujours très importante.

### Moyen Âge
Le nom du village est cité pour la première fois en 1120. La première mention d’un château fortifié qu’on pense pouvoir situer sur le Glœckelsberg, à l’emplacement de l’actuel site botanique apparait en 1198.

### Temps modernes
Du XIIe au XVIIIe siècle, le village fut le théâtre de plusieurs batailles. Il a particulièrement souffert lors du XVIIe siècle. Durant la guerre de Trente Ans, le village fut pillé, détruit, épuisé par les cantonnements et la population dut payer de lourdes contributions de guerre. De plus, en 1644, le village fut mis à sac par les Croates. Durant la guerre de Hollande (1673-1679), des soldats prirent leurs quartiers dans le village. On exigea des habitants du pain, du vin, de la viande, du foin et de l’avoine pour les chevaux. Durant la même période, un orage d’une rare violence ravagea toute la région et détruisit la moitié des céréales d’hiver et la totalité des récoltes d’été. Enfin, en février 1675, arrivèrent les armées impériales qui firent beaucoup plus de dégâts que la guerre de Trente Ans. L’hiver 1788-89 fut d’une extraordinaire rigueur et ce fut la disette.

### Révolution française et Empire
Le 27 juin 1815, le village perdit en une seule nuit 39 maisons et 84 autres bâtiments dans la bataille de La Souffel que livra le général Rapp pour protéger Strasbourg. Le reste des maisons fut fortement endommagé. En tout, 168 familles sont touchées. En 1818, toutes les communes d’Alsace, connurent une période de disette et de grande pauvreté. De plus, la commune dut faire face à sa reconstruction quasi totale.

### Époque contemporaine
De 1901 à 1902 une batterie, la Kirschbaum-Batterie, fut construite sur le site historique du Glœckelsberg où se trouvait, au Moyen Âge, le château du Haldenburg. Au début de la Seconde Guerre mondiale, la batterie des Cerisiers a servi pour pilonner la rive droite du Rhin. Pendant l’occupation, les canons ont été démontés et l’ouvrage n’a donc pas pu servir lors de la libération de l’Alsace en 1945. À l’issue de la guerre, les fortifications de Strasbourg n’ont plus présenté d’intérêt militaire et la batterie des Cerisiers a été entièrement détruite. Le site a été acquis par la commune en vue d’aménager un dépôt d’ordures ménagères. Recouvert de terre végétale après sa fermeture, le site a été aménagé en 1992 en parc botanique. Ces bouleversements de terrain ont fait disparaître les traces de la batterie des Cerisiers et celles des vestiges du château médiéval du Haldenbourg.

## Politique et administration

### Liste des maires
| Période                                  | Période                   | Identité          | Étiquette | Qualité |
| ---------------------------------------- | ------------------------- | ----------------- | --------- | --- |
| janvier 1973                             | 16 septembre 1989         | Camille Roth      | DVD       | Réélu en 1977, 1983 et 1989                                                                                 |
| 16 septembre 1989                        | mars 2014                 | Norbert Reinhardt | DVG       | Directeur commercial retraité Élu en 1989, réélu en 1991, 1995, 2001 et 2008                                |
| mars 2014                                | En cours (au 31 mai 2020) | Béatrice Bulou    | DVG       | Cadre supérieure Vice-présidente de l'Eurométropole de Strasbourg (2015 → ) Réélue pour le mandat 2020-2026 |
| Les données manquantes sont à compléter. |                           |                   |           | |

## Équipements et services publics

### Enseignement
- École élémentaire Leclerc ;
- École maternelle Leclerc ;
- École maternelle du Haldenbourg ;
- Collège Paul-Émile-Victor.

## Population et société

### Démographie
L'évolution du nombre d'habitants est connue à travers les recensements de la population effectués dans la commune depuis 1793. Pour les communes de moins de 10 000 habitants, une enquête de recensement portant sur toute la population est réalisée tous les cinq ans, les populations de référence des années intermédiaires étant quant à elles estimées par interpolation ou extrapolation. Pour la commune, le premier recensement exhaustif entrant dans le cadre du nouveau dispositif a été réalisé en 2006.

En 2022, la commune comptait 5 236 habitants, en évolution de +10,44 % par rapport à 2016 (Bas-Rhin : +3,17 %, France hors Mayotte : +2,11 %).
| 1793 | 1800 | 1806 | 1821 | 1831 | 1836 | 1841 | 1846 | 1851 |
| ---- | ---- | ---- | ---- | ---- | ---- | ---- | ---- | ---- |
| 436  | 364  | 342  | 386  | 417  | 424  | 423  | 418  | 428  |

| 1856 | 1861 | 1866 | 1871 | 1875 | 1880 | 1885 | 1890 | 1895 |
| ---- | ---- | ---- | ---- | ---- | ---- | ---- | ---- | ---- |
| 405  | 413  | 423  | 407  | 439  | 571  | 483  | 764  | 748  |

| 1900 | 1905 | 1910 | 1921 | 1926 | 1931 | 1936  | 1946  | 1954  |
| ---- | ---- | ---- | ---- | ---- | ---- | ----- | ----- | ----- |
| 638  | 646  | 740  | 661  | 773  | 965  | 1 262 | 1 356 | 1 584 |

| 1962  | 1968  | 1975  | 1982  | 1990  | 1999  | 2006  | 2011  | 2016  |
| ----- | ----- | ----- | ----- | ----- | ----- | ----- | ----- | ----- |
| 2 015 | 3 226 | 3 545 | 3 343 | 4 698 | 5 270 | 5 050 | 4 867 | 4 741 |

| 2021  | 2022  | - | - | - | - | - | - | - |
| ----- | ----- | - | - | - | - | - | - | - |
| 5 074 | 5 236 | - | - | - | - | - | - | - |

### Manifestations culturelles et festivités
- En janvier : les vœux du maire au centre culturel ;
- en mars : l'Osterputz ;
- en mai : la Fête du vélo et son bal musette ;
- en mai : la journée nationale citoyenne et fraternité ;
- en juin : la Fête de l'été ;
- en août : le FestiForum des associations et entreprises ;
- deuxième week-end de septembre : vide-grenier et Messti du village ;
- en septembre : Journée du patrimoine ;
- en octobre : la fête d'octobre rose
- en octobre : l'évènement jeunesse Mundo'pop
- en novembre : soirée moules frites ;
- deuxième week-end de décembre : Marché de Noël.

### Sports et loisirs
- AS Mundolsheim (football) ;
- Pétanque club de Mundolsheim ;
- UVMH (handball) ;
- Club d'échecs de Mundolsheim ;
- Basket club de Mundolsheim ;
- Judo club de Mundolsheim ;
- Badminton club de Mundolsheim ;
- Vélo club fraternité ;
- Forme et Détente de Mundolsheim ;
- Rando Cool ;
- Tennis club de Mundolsheim;
- Tennis de table ;
- Volley-ball Club de Mundolsheim
- Club photo de Mundolsheim

## Économie
Une partie de la zone commerciale nord de Strasbourg est située sur le territoire de la commune.

## Culture locale et patrimoine

### Lieux et monuments

#### Patrimoine civil
L'ancienne mairie, située à l’angle de la rue du Général-de-Gaulle et de la rue Petite a été construite en 1855 à l’emplacement de la Laube, une construction composée d’un toit sur des piliers, destinée à surveiller les cabaretiers qui ne devaient vendre que le vin des Joham, les seigneurs du village.
Le centre possède des maisons à pans de bois construites à partir de 1816 après la quasi destruction du village lors de la bataille d'Alsace en 1815. À noter également l’ancienne forge, 36 rue du Général-de-Gaulle, qui était déjà présente en 1741. C’est l’un des rares bâtiments à avoir échappé à l’incendie de 1815.
Mundolsheim possède deux ouvrages des fortifications militaires édifiées par les Allemands après la cession de Strasbourg en 1871 : le fort Roon, rebaptisé Desaix, et le fort Podbielski, aujourd’hui fort Ducrot. Les fossés du premier ont été aménagés en stands d’entraînement par la société de tir de Strasbourg. Le second servira en 1939 à pilonner la ligne Siegfried puis, en 1945, de cantonnement aux soldats américains de la VIIe armée et ceux de la 3e division d’infanterie algérienne, jusqu’à la contre-offensive menée contre la poche de Gambsheim.

#### Patrimoine religieux
L'église protestante est située rue de l’église. Le portail intérieur fait partie du clocher primitif du XIIe siècle, des animaux fabuleux y figurent. En 1729, la nef qui n’est pas reliée au clocher porche est rehaussée d’environ 1,50 m et les grandes fenêtres sont percées. L’église, dont le porche est classé monument historique, abrite les tombeaux de huit Joham de Mundolsheim, seigneurs des lieux. Le clocher abrite trois cloches dont la plus ancienne, fondue par Mathias Edel, date de 1769. L’orgue de Michel Stiehr et Xavier Mockers de Seltz y est installé en 1822.
Une chapelle dédiée à la Vierge se trouvait autrefois au lieu-dit Auf der Kapelle, au bout de la rue de la chapelle. Construite au plus tard au XIe siècle puis agrandie à l’époque gothique, elle est au Moyen Âge le siège d’un pèlerinage dédié à la Vierge. L’édifice a apparemment été abandonné puis est tombé en ruines dans la seconde moitié du XVIe siècle en raison de l’implantation dans la région du protestantisme, qui a mis un terme au culte de la Vierge.

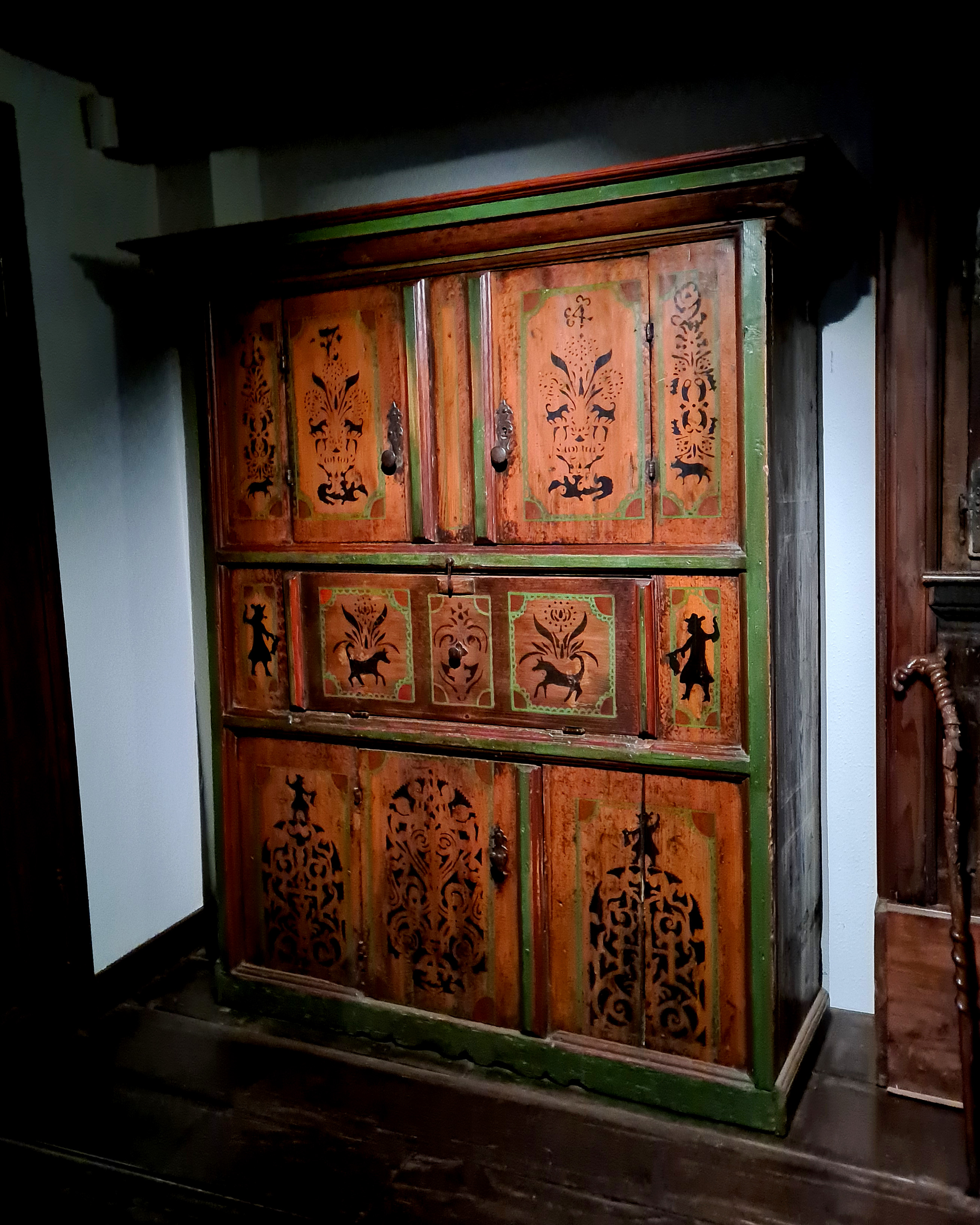
Buffet « Aux Buveurs » avec décor au pochoir (1742[24]).
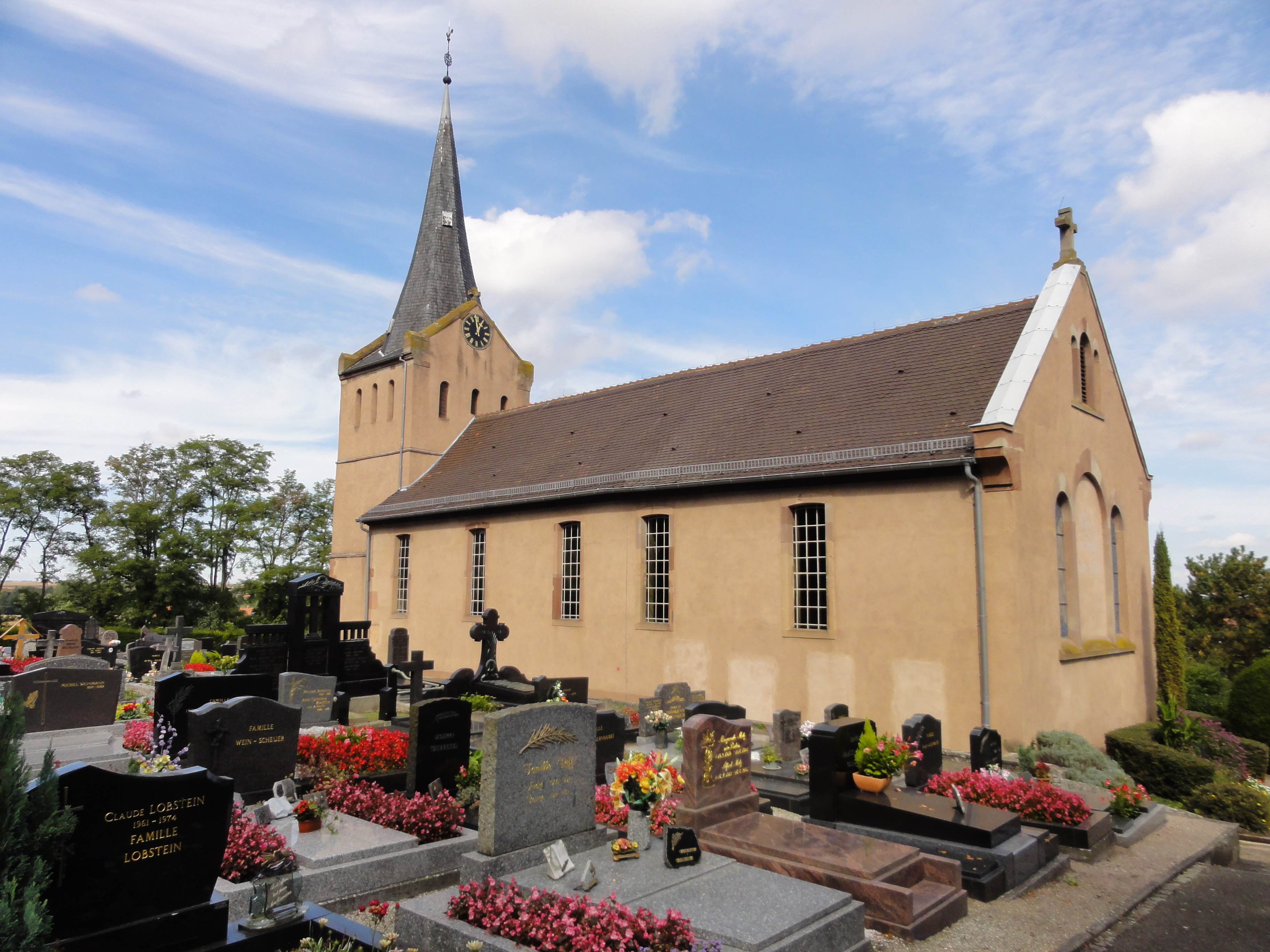
Église protestante.
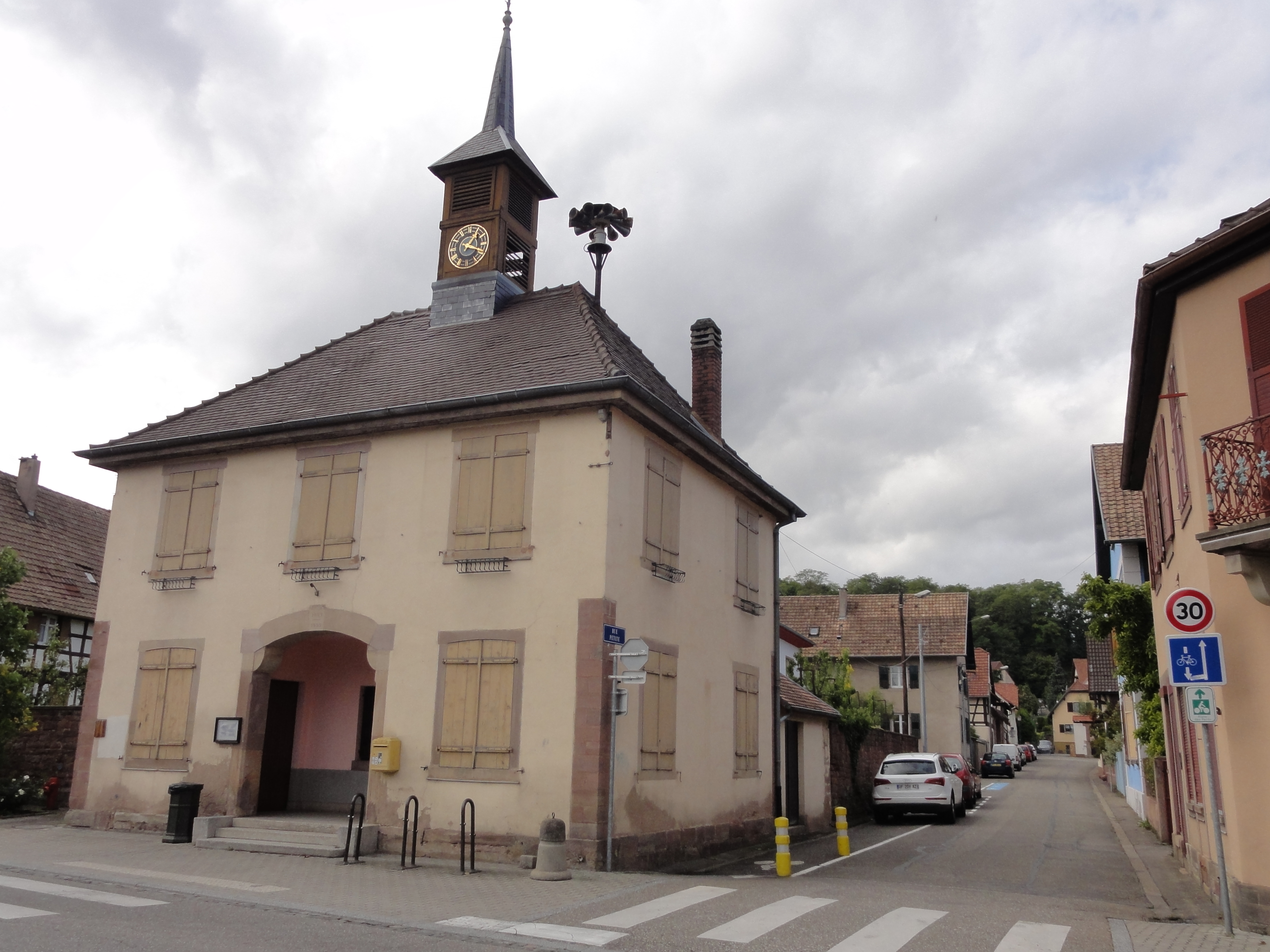
Ancienne mairie de 1855.
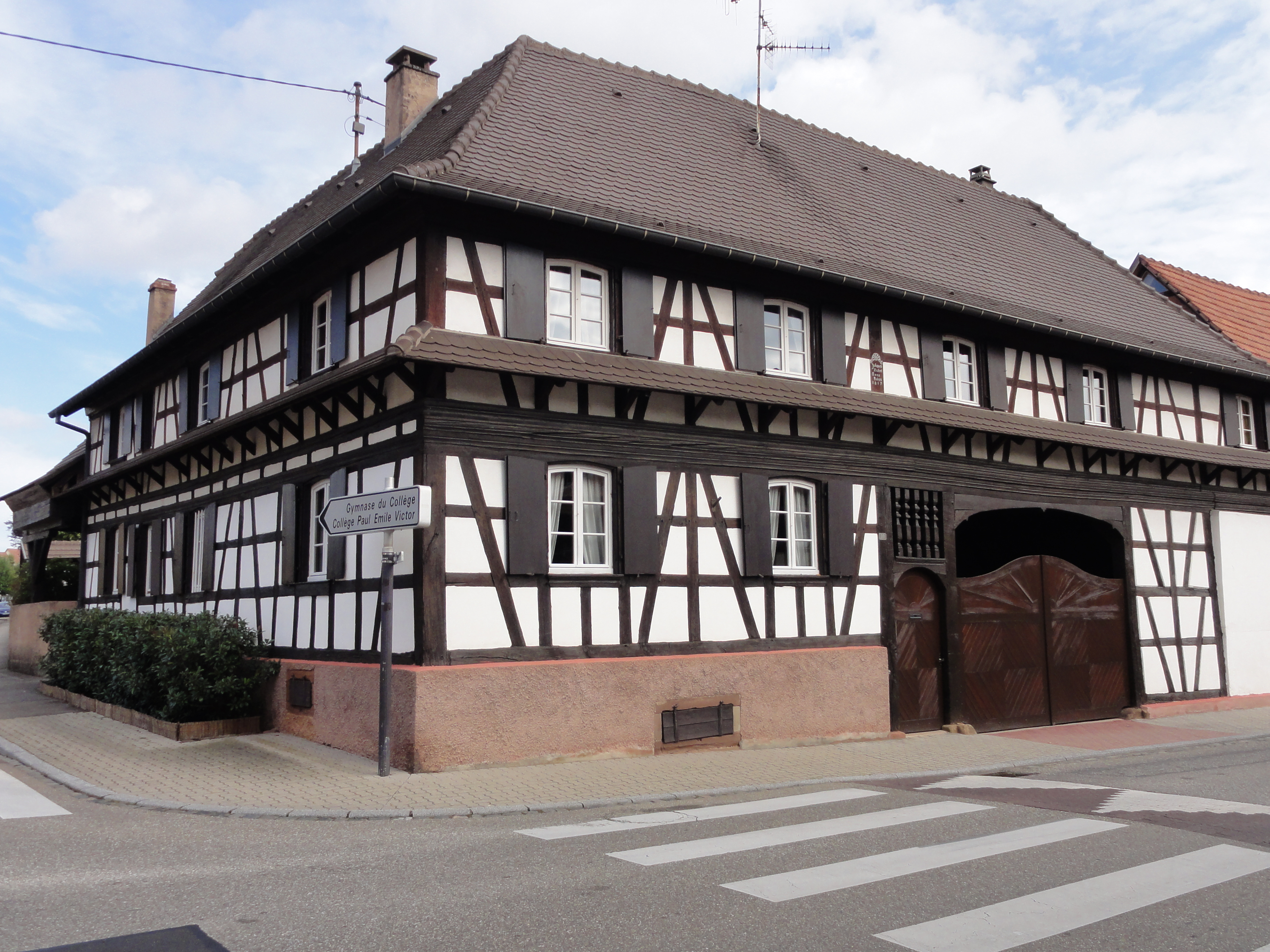
Ferme à colombages de 1817.

### Personnalités liées à la commune
- M. Pokora a passé sa jeunesse à Mundolsheim, il a été élève au collège Paul-Émile-Victor comme la plupart des jeunes de la commune. Son premier professeur de musique était celui du collège : Richard Jaxel (aujourd’hui retraité). C'est lui qui l'a initié à la musique[réf. souhaitée].
- La Mundolsheimoise Isabella Hebert a été élue Miss Alsace 2024, le 20 septembre 2024 au Royal Palace de Kirrwiller.
- Beaucoup d'anciens joueurs du Racing club de Strasbourg ont habité à Mundolsheim, dont Godwin Okpara, Sylvain Sansone et Yvon Pouliquen.

### Héraldique
| Blason de Mundolsheim | Blason  | D'argent au sautoir alésé de gueules. |
| Blason de Mundolsheim | Détails |                                       |